# Плуграс
Плугра́с (фр. Plougras, брет. Plougraz) — коммуна во Франции, находится в регионе Бретань. Департамент — Кот-д’Армор. Входит в состав кантона Плестен-ле-Грев. Округ коммуны — Ланьон.
Код INSEE коммуны — 22217.

## География
Коммуна расположена приблизительно в 440 км к западу от Парижа, в 150 км западнее Ренна, в 60 км к западу от Сен-Бриё.

## Население
Население коммуны на 2016 год составляло 413 человек.
| 1962 | 1968 | 1975 | 1982 | 1990 | 1999 | 2008 | 2016 |
| ---- | ---- | ---- | ---- | ---- | ---- | ---- | ---- |
| 615  | 670  | 592  | 530  | 498  | 495  | 462  | 413  |

## Администрация
| Период | Период | Фамилия          | Партия        | Примечания |
| ------ | ------ | ---------------- | ------------- | ---------- |
| 1965   | 1995   | Жан Гоадуэ       |               |            |
| 1995   | 2014   | Франсис Мореллек |               | фермер     |
| 2014   |        | Жан-Клод Кенья   | Разные правые | кузнец     |

## Экономика
В 2007 году среди 287 человек в трудоспособном возрасте (15—64 лет) 227 были экономически активными, 60 — неактивными (показатель активности — 79,1 %, в 1999 году было 74,5 %). Из 227 активных работали 208 человек (120 мужчин и 88 женщин), безработных было 19 (7 мужчин и 12 женщин). Среди 60 неактивных 17 человек были учениками или студентами, 25 — пенсионерами, 18 были неактивными по другим причинам.

## Достопримечательности
- Церковь Сен-Пьер (XVI век). Исторический памятник с 1930 года[3]
  - Ковчег с мощами (1458 год). Исторический памятник с 1948 года[4]
- Часовня Сен-Гонери (XVI век). Исторический памятник с 1981 года[5]

## Фотогалерея
- Церковь Сен-Пьер
- Церковь Сен-Пьер
- Часовня Сен-Гонери
- Часовня Сен-Гонери